# Hildoceratidae

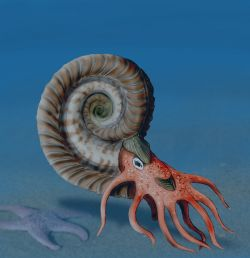
Recreació dHildoceras

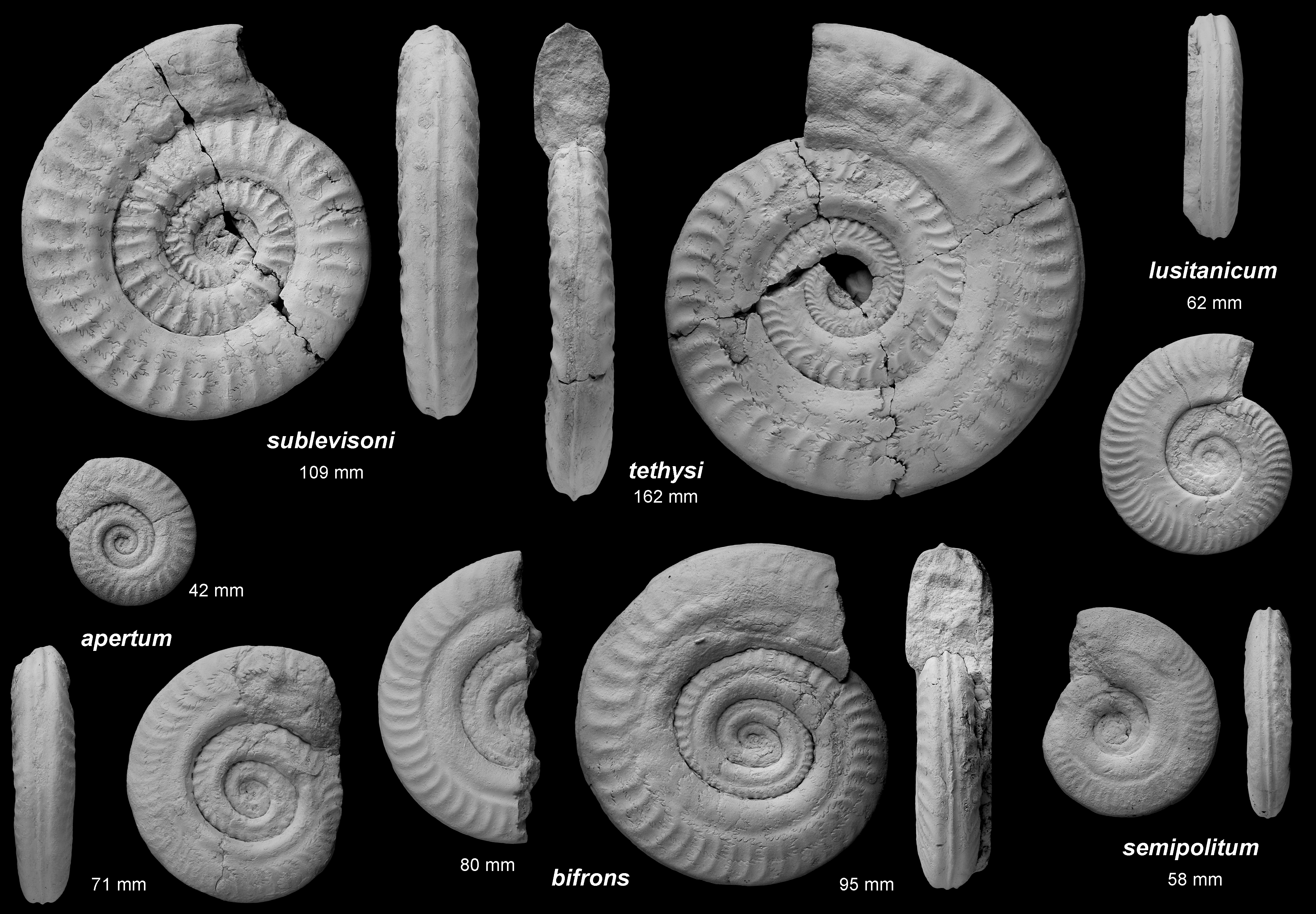
Hildoceras. Espècies de la zona on sovintegen troballes del Toarcià, de la serra de Gerecse (Hongria). Col·lecció de la Universitat d'Eötvös, Budapest.

Hildoceras és un gènere d'ammonits existent durant el període Juràssic inclosa dins la família Hildoceratidae. Les closques són caracteritzades per una conquilla espiral discoidal amb una acanaladura lateral. El gènere va ser nomenat per Alpheus Hyatt en honor a Santa Hilda l'any 1876.

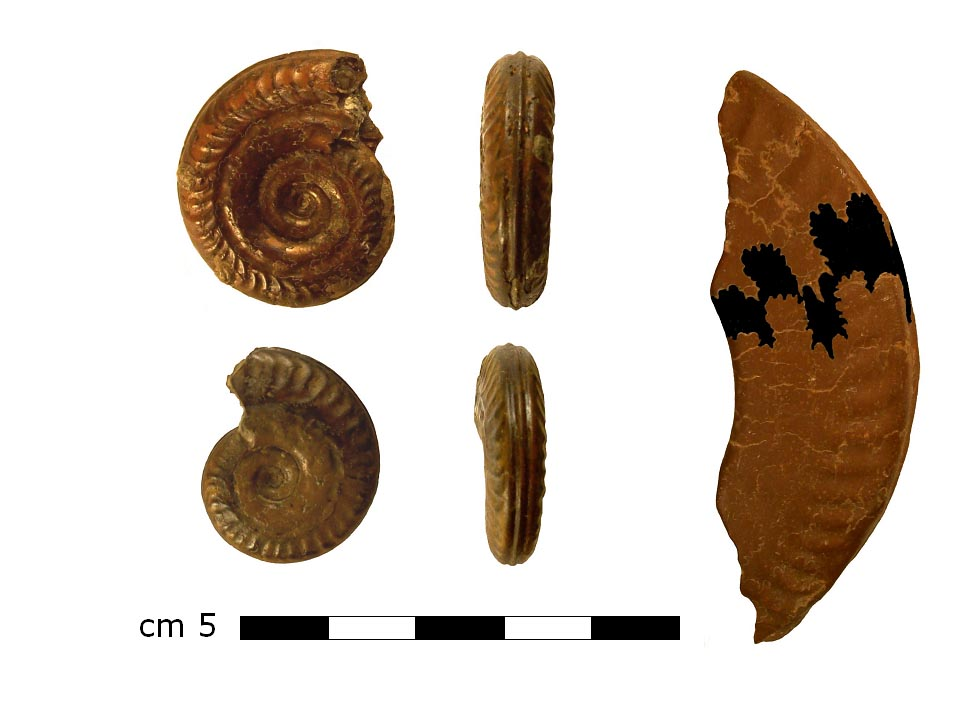
Hildoceras sp .Estructura morfològica i externa.

## Distribució
Juràssic de Bulgària, França, Alemanya, Hongria, Itàlia, Luxemburg, Sèrbia, Montenegro, Espanya, el Regne Unit, Japó i Iran.

## Espècies
- Hildoceras ameuri Rulleau, Elmi & Thevenard, 2001
- Hildoceras apertum Gabilly, 1976
- Hildoceras bifrons (Bruguière, 1789)
- Hildoceras caterinii Merla, 1932
- Hildoceras crassum Mitzopoulos, 1930
- Hildoceras lusitanicum Meister, 1913
- Hildoceras semipolitum Buckman, 1902
- Hildoceras snoussi Elmi, 1977
- Hildoceras sublevisoni Fucini, 1919
- Hildoceras tethysi Géczy, 1967